# Konjsko (gmina Sevnica)
Konjsko – wieś w Słowenii, w gminie Sevnica. W 2018 roku liczyła 73 mieszkańców.